# Cifela
No confundir con el género de hongos basidiomicetos Cyphella

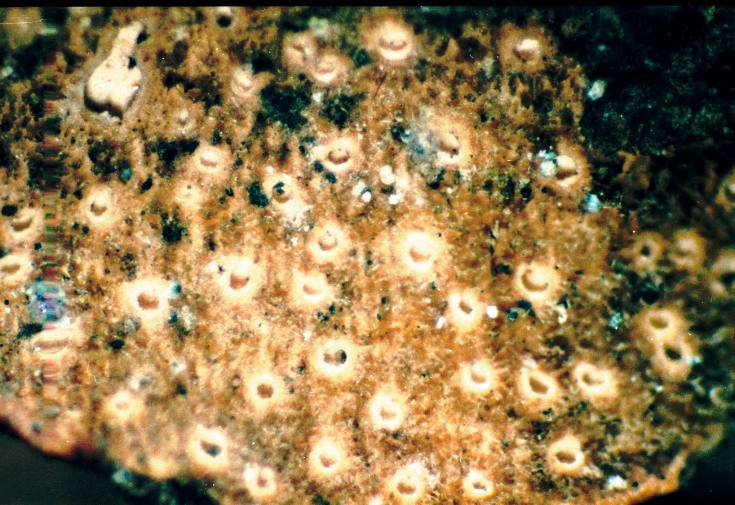
Cifelas en Sticta fuliginosa.

Una cifela es una estructura histológica presente en hongos liquenizados del género Sticta que tienen la función de facilitar el intercambio gaseoso entre los gonidios de la médula y la superficie. El término fue acuñado por Erik Acharius en 1810 en su obra «Lichenografia universalis» y aunque fue utilizado por William Nylander en «Énumération générale des lichens, avec l'indication sommaire de leur distribution géographique» (1858) para definir tanto a cifelas como a pseudocifelas (una estructura similar pero de diferente origen) su significado fue acotado por el propio autor finlandés en «Prodromus expositionis lichenum Novae Caledoniae» (1860) tal como hoy se utiliza.
Las cifelas están formadas por pequeñas depresiones del córtex con un estrecho poro delimitado por células fúngicas especiales. Estas células, más redondeadas que las del córtex, se encuentran laxamente empaquetadas permitiendo la entrada de CO2 al interior. Tienen forma de copa más o menos cóncava, aparecen en la cara inferior del talo y muy raramente en la cara superior. Suelen distinguirse dos tipos, cifelas con poros estrechos y profundos donde las células de las paredes son gruesas y bien desarrolladas y las cifelas de poros anchos y poco profundos con márgenes delgados. Pueden perder su función por gelatinización de las células de sus paredes, aparecen entonces con mayor tamaño y formas irregulares.